# Aciagrion migratum
Aciagrion migratum is een libellensoort uit de familie van de waterjuffers (Coenagrionidae), onderorde juffers (Zygoptera).
De soort staat op de Rode Lijst van de IUCN als niet bedreigd, beoordelingsjaar 2007.De trend van de populatie is volgens de IUCN stijgend
De wetenschappelijke naam van de soort is voor het eerst geldig gepubliceerd in 1876 door Selys.